# Hamar (Volk)

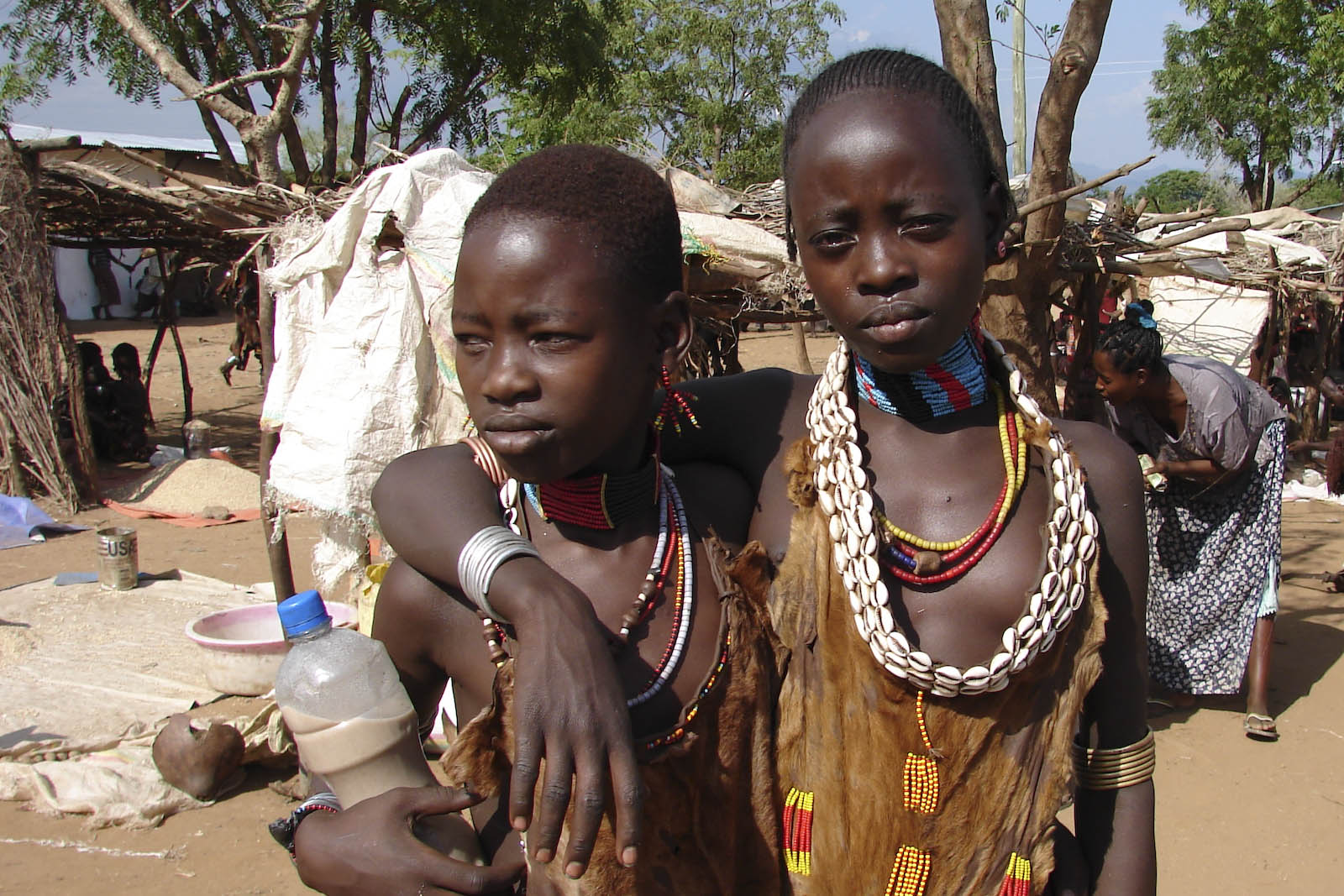
Junge Hamar

Die Hamar (oder auch Hamer, Amar, Amer) sind eine Bevölkerungsgruppe, die in der Omo-Region im Südwesten von Äthiopien lebt. Die Sprache der Hamar ist Hamer-Banna und gehört zu den südomotischen Sprachen. Sie wird auch von den Banna gesprochen, obwohl diese beiden Gruppen ethnisch verschieden sind.
Unmittelbare Nachbarn sind die Bashada und Banna, deren Kultur mit den Hamar eng verbunden ist, sowie die Nyangatom, Dassanetch, Tsamay und Arbore.

## Gesellschaft und Kultur

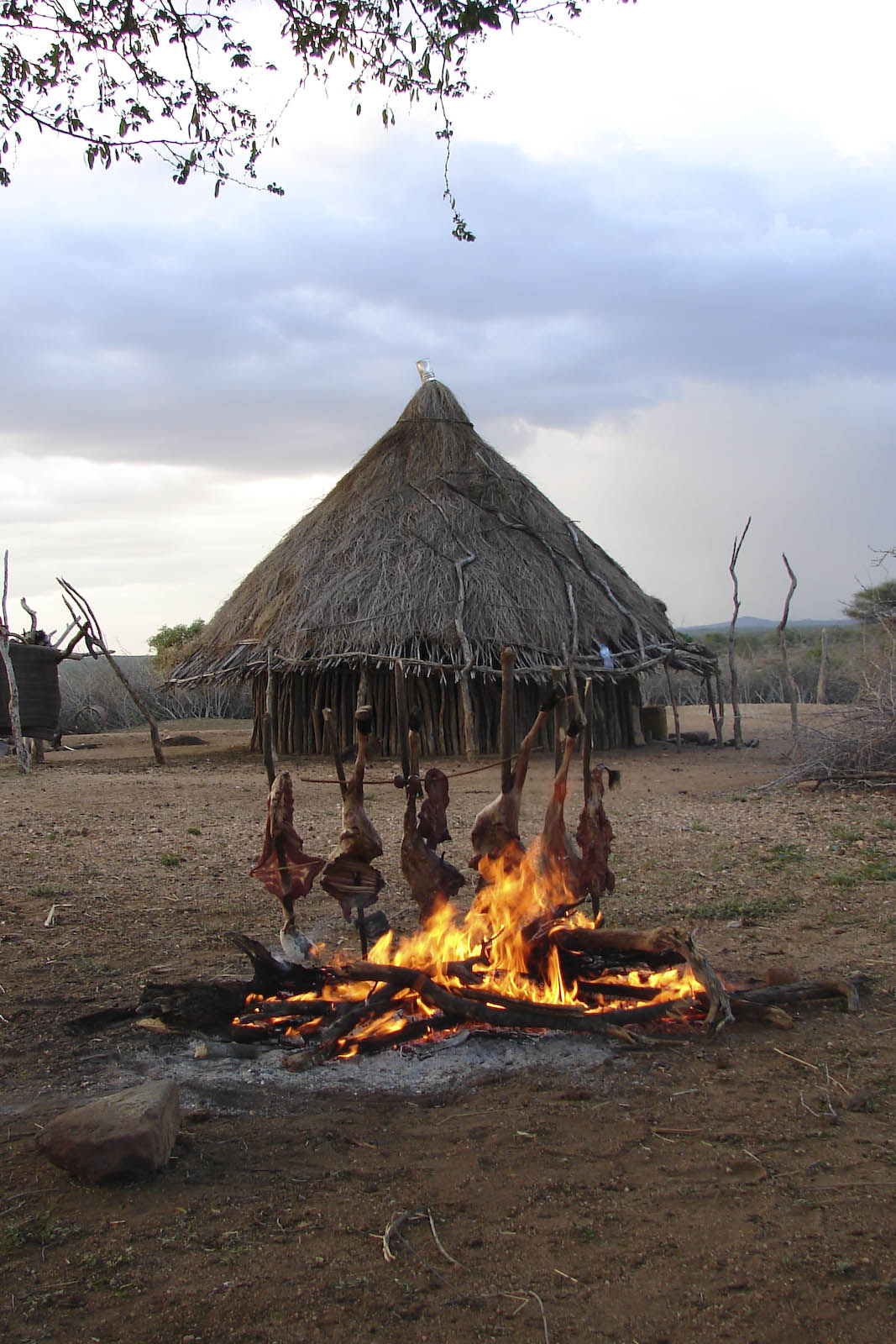
In einem Hamar-Dorf

Die Hamar leben wie die meisten pastoralen Gruppen der Region vor allem von ihren Herden (Milch, Fleisch, Blut) sowie in der Regenzeit angebauter Hirse und anderen Landwirtschaftsprodukten. Rinder und Ziegen sind Lebensgrundlage und zugleich Statussymbol der Menschen. 
Zur Gewinnung von Blut als Nahrungsmittel wird dem Rind mit Pfeil und Bogen in die Halsschlagader geschossen und das Blut in einem Kübel aufgefangen.
Das Land ist Eigentum des gesamten Stamms, dessen Ressourcen wie Baustoffe oder Feuerholz frei für individuelle Zwecke genutzt werden können. Während die Frauen vor allem für landwirtschaftliche Tätigkeiten zuständig sind, arbeiten die Männer in der Regel als Hirten. Außerdem betreiben die Männer Bienenhaltung. Der gewonnene Honig wird vor allem zu besonderen Anlässen wie dem Sprung über die Rinder gewonnen.
Statt Kaffee trinken die Hamar einen tee-ähnlichen Aufguss aus der Hülse der Kaffeebohne, der bei einer morgendlichen Versammlung zunächst über die Anwesenden gespuckt wird, um Gesundheit und Glück für den Tag zu erhalten. Auch das Brauen von Bier, vor allem für Festlichkeiten, ist bei den Hamar üblich.
Als Krieger und Wachen führen die Männer in der Regel eine Kalaschnikow.
Religiös sind die Hamar in keine Weltreligion einzuordnen. Sie haben einen Glauben an die treibende Kraft barjo (auch bairo). Durch Gruppengesänge und -gespräche wird versucht, das barjo zu rufen. Durch Missionen wird versucht, den Hamar in den größeren Siedlungen den christlichen Glauben zu lehren. Dies hat jedoch wenig Erfolg, da dieser Glaube nicht in die soziale und kulturelle Konstellation passt.

### Der Sprung über die Rinder

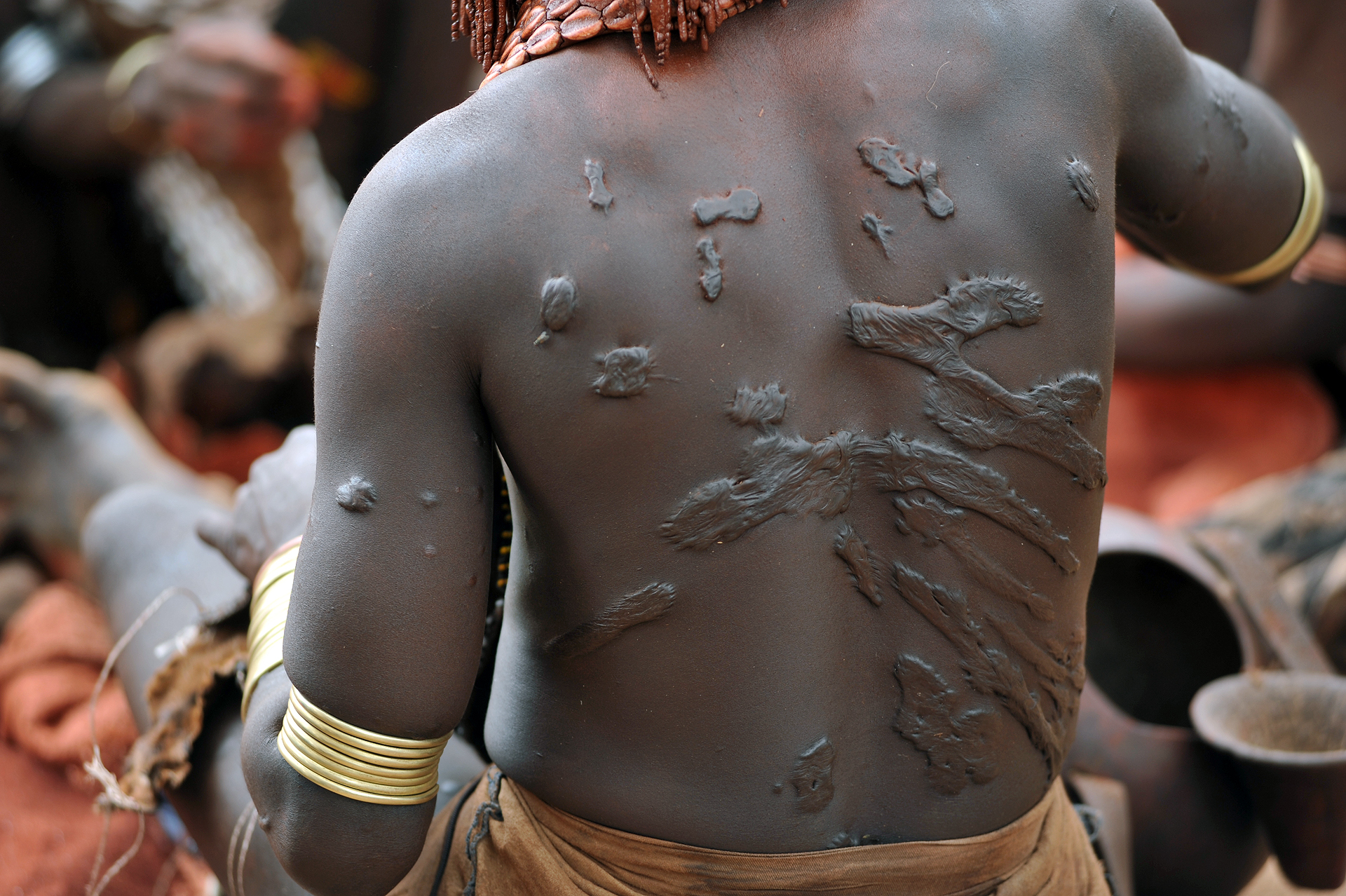
Narben auf dem Rücken einer Hamar

Zu den bedeutendsten Ritualen der Hamar gehört das Initiationsritual mit der Bezeichnung „Der Sprung über die Rinder“, das mittlerweile auch für Touristen initiiert wird. Die Festlichkeiten werden durch Tänze der weiblichen Verwandten des zu initiierenden Mannes eingeleitet. Begleitet wird das Ritual zudem von bemalten Männern, denen magische Kräfte zugeschrieben werden. Bei dem Höhepunkt dieses Rituales springt ein junger, uninitiierter Mann (ukuli) viermal nackt über eine Reihe von Rindern, um heiratsfähig und erwachsen zu werden. Die Ehefrau des Mannes wird allerdings in der Regel von seiner Familie bestimmt. Bei dem Ritual springt der Mann mit Anlauf auf ein Rind und läuft über die Rücken weiterer in einer Reihe stehender Rinder hinweg. Fällt er dabei herunter, gilt dies als große Niederlage und verwehrt ihm die Akzeptanz als Stammeskrieger. Ein erfolgreicher Sprung dagegen ist Voraussetzung für die Heirat und das Bekommen von Kindern. Die Verwandten des Mannes stehen dabei mit dem Rücken gen Westen, um somit Böses abzuwenden.
Bestandteil des Brauchs ist das Auspeitschen der Mädchen durch die Junggesellen, die den Sprung über die Rinder bereits erfolgreich absolviert haben. Während der Zeremonie fordern die Frauen als Zeichen ihrer Verbundenheit und Zuneigung die Männer über mehrere Stunden lang wiederholt dazu auf, weiter Peitschenhiebe auszuführen, und blasen nach dem Schlag ein Blechhorn. 
Das Ritual gilt bei europäischen Beobachtern wegen dessen Brutalität und subjektiv wahrgenommener Unmenschlichkeit als äußerst umstritten. Seine Abschaffung wird von vielen Außenstehenden gefordert, von den Hamar allerdings allerseits abgelehnt, da es unabdingbar mit dem Sprung über die Rinder verbunden ist und eine wichtige Tradition für das Volk darstellt. Die dabei entstehenden Narben werden als Trophäen
betrachtet.
Das Auspeitschen ist für Männer als Strafe möglich, falls sie beim Sprung über die Rinder zu Boden fallen oder falls ihnen beim Hüten eine Ziege oder ein Rind verloren geht.

### Schmuck und Skarifikationen

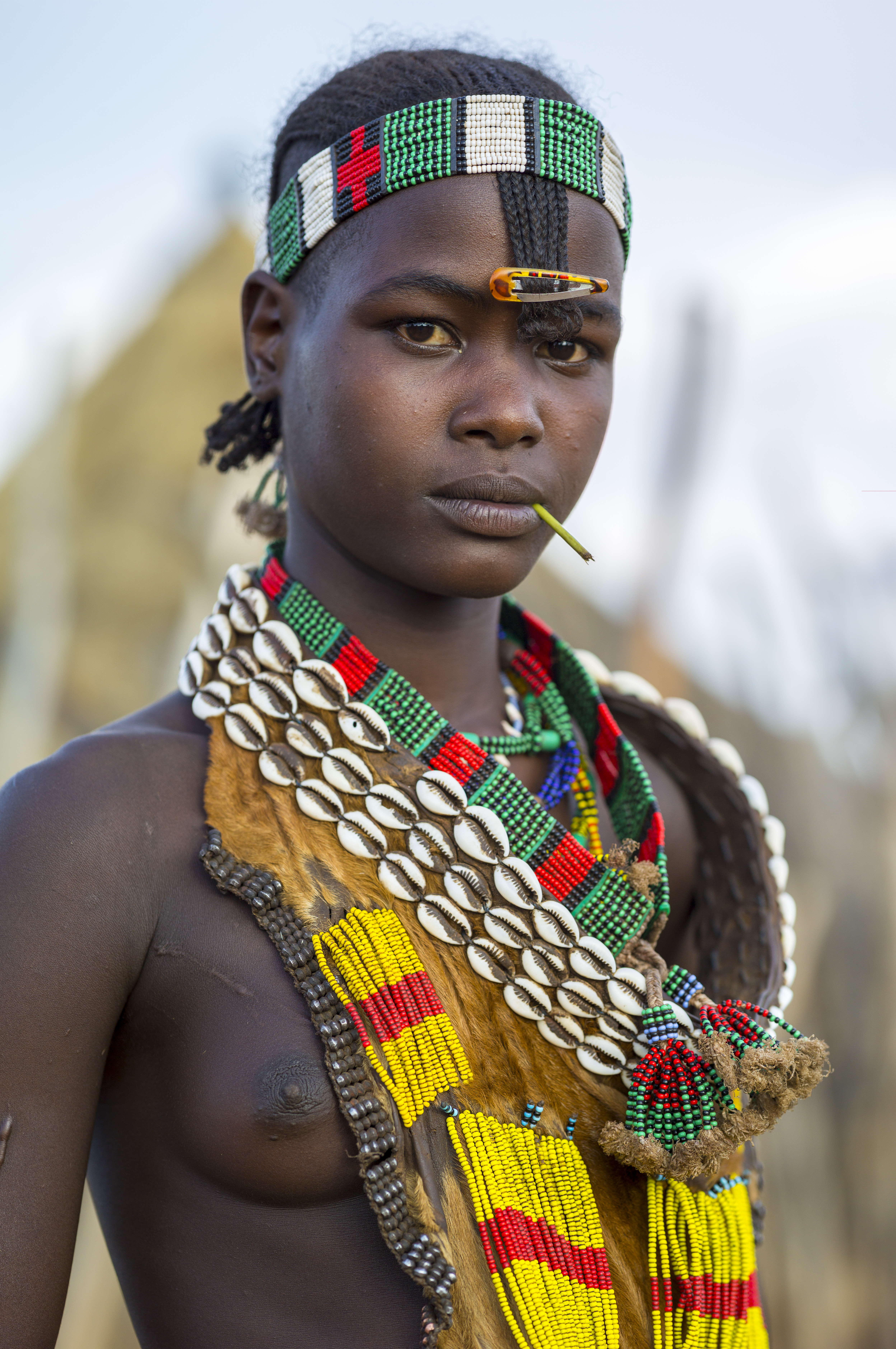
Hamar-Frau 2015

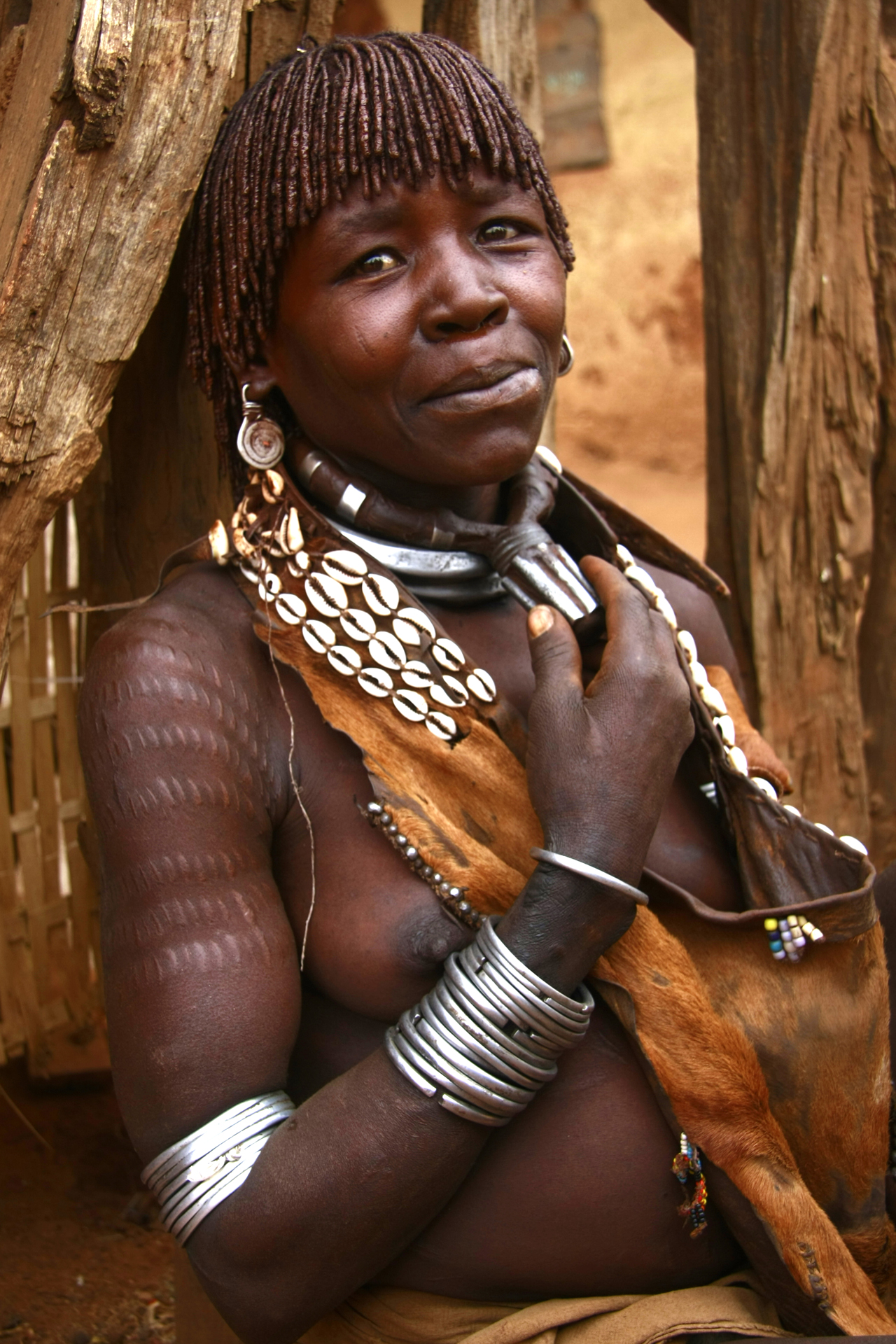
Hamar mit traditioneller Haartracht und Schmucknarben

Bedeutend in der Gesellschaft der Hamar ist deren traditionelle Haartracht. Dazu werden die Haare der Männer mit Ton oder Lehm eingerieben und die getrocknete Masse teilweise mit hineingesteckten Straußenfedern oder Ähnlichem geschmückt. Frauen tragen dünn geflochtene halblange Zöpfe.
Die Hamar tragen traditionell geometrisch angeordnete Schmucknarben. Geschnitten werden die Narben in mehreren Sitzungen von einem speziellen Meister.
Dazu wird die Klinge zunächst an einem Stein geschärft. Je nach Körperstelle wird die Haut mit Hilfe eines Assistenten zu einem waagerechten Wulst gehalten und dieser senkrecht eingeschnitten. Nach vier bis fünf Schnitten in einer Reihe werden diese mit Hilfe eines Dorns jeweils angehoben und erneut seitlich eingeschnitten. Die einzelnen Schnitte haben eine Länge von etwa 0,5 bis etwas über einem Zentimeter. Das Ritual führt häufig zu einem hohen Blutverlust und macht eine entsprechende Regenerationsphase erforderlich. 
Die Narben gelten als Schönheitsideal und befinden sich vor allem auf dem Rücken und den Armen. Bei Männern symbolisieren sie Erfolge bei der Jagd und der Verteidigung des Stammes. Unter ihnen besteht dennoch eine Art des Wettbewerbs zum Erhalt neuer Narben. Narben auf der Brust sind Männern vorbehalten, die bereits Menschen feindlicher Stämme getötet haben. Allerdings ist das Schneiden derartiger Tötungs-Symbolnarben in Äthiopien mittlerweile gesetzlich unter Freiheitsstrafe verboten.
Verheiratete Frauen tragen stets spezielle Ehe-Halsringe, die erst mit Geburt des ersten Kindes abgenommen werden. Außerdem schmücken sich die Hamar traditionell mit Ohrringen, die in gestochenen Ohrlöchern getragen werden.

## Probleme
Die Lebensgrundlage der Hamar und anderer indigener Völker des Unteren Omo-Tals wird durch den Bau des Staudamms Gibe III bedroht. Der Gilgel Gibe III Staudamm soll den südwestlichen Teil des Omo-Flusses aufstauen und somit den natürlichen Flutzyklus des Flusses beenden, den die indigenen Völker zum Anbau von Lebensmitteln nutzen. Das Projekt wird nicht nur von Menschen- und Umweltschützern kritisiert, sondern auch von der UNESCO, da der Damm das Weltkulturerbe des Unteren Omo-Tals zerstört.
Darüber hinaus verpachtet die Regierung Äthiopiens inzwischen große Teile des fruchtbaren Landes der Omo-Völker an ausländische Unternehmen und eigene Staatsbetriebe. Etwa 245.000 Hektar Land sollen verpachtet und die Menschen umgesiedelt werden. Über 90.000 Indigene sind von diesen Maßnahmen bedroht, denn sie verlieren dadurch wichtiges Farmland und können ihr Vieh nicht mehr versorgen. Berichten zufolge geht die Regierung massiv gegen Kritik der indigenen Völker an dem Land Grabbing vor.

## Filme
- Jean Lydall und Joanna Head: BBC Trilogie: The Women Who smile. 1990. Ethnographic Film Aesthetics and Narrative Traditions, Aarhus 1992, S. 141–158 (PDF-Datei; 130 kB) / Two girls go Hunting. 1991 (PDF-Datei; 114 kB) / Our way of loving. 1994
- Rudolf Kuzner: Afrikas vergessene Völker. Die Mursi und Hamar in Südäthiopien. DVD, Oktober 2005
- Konrad Licht: 2 Hamar-Frauen in einem Onlineclip

## Diskographie
- Nyabole: Hamar – Southern Ethiopia. Aufnahmen 1970 bis 1976. Produktion: Artur Simon, Begleittext: Ivo Strecker. Museum Collection Berlin. Wergo, Mainz. Als CD veröffentlicht 2003